# Cyclamen purpurascens
Cyclamen purpurascens es una especie de planta perteneciente a la familia de las primuláceas. Es originaria de Europa.

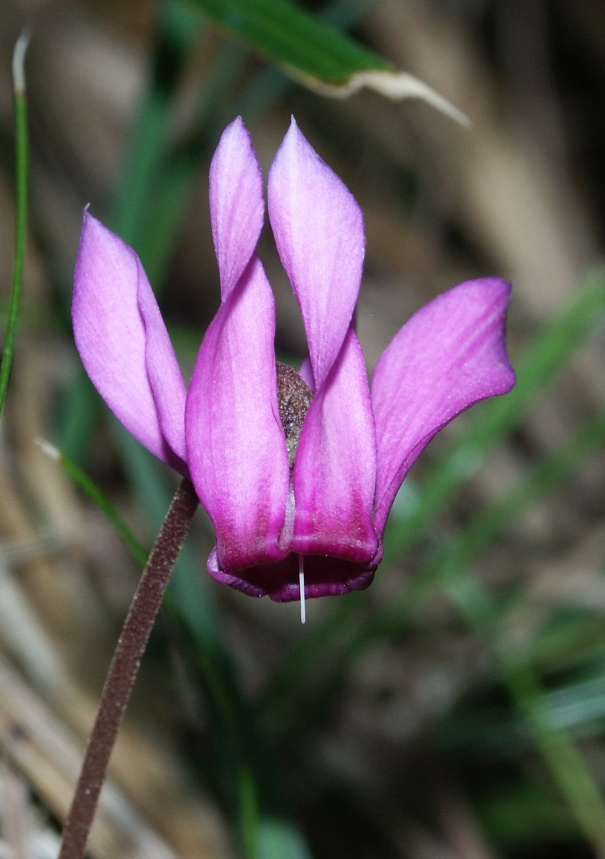
Cyclamen purpurascens.

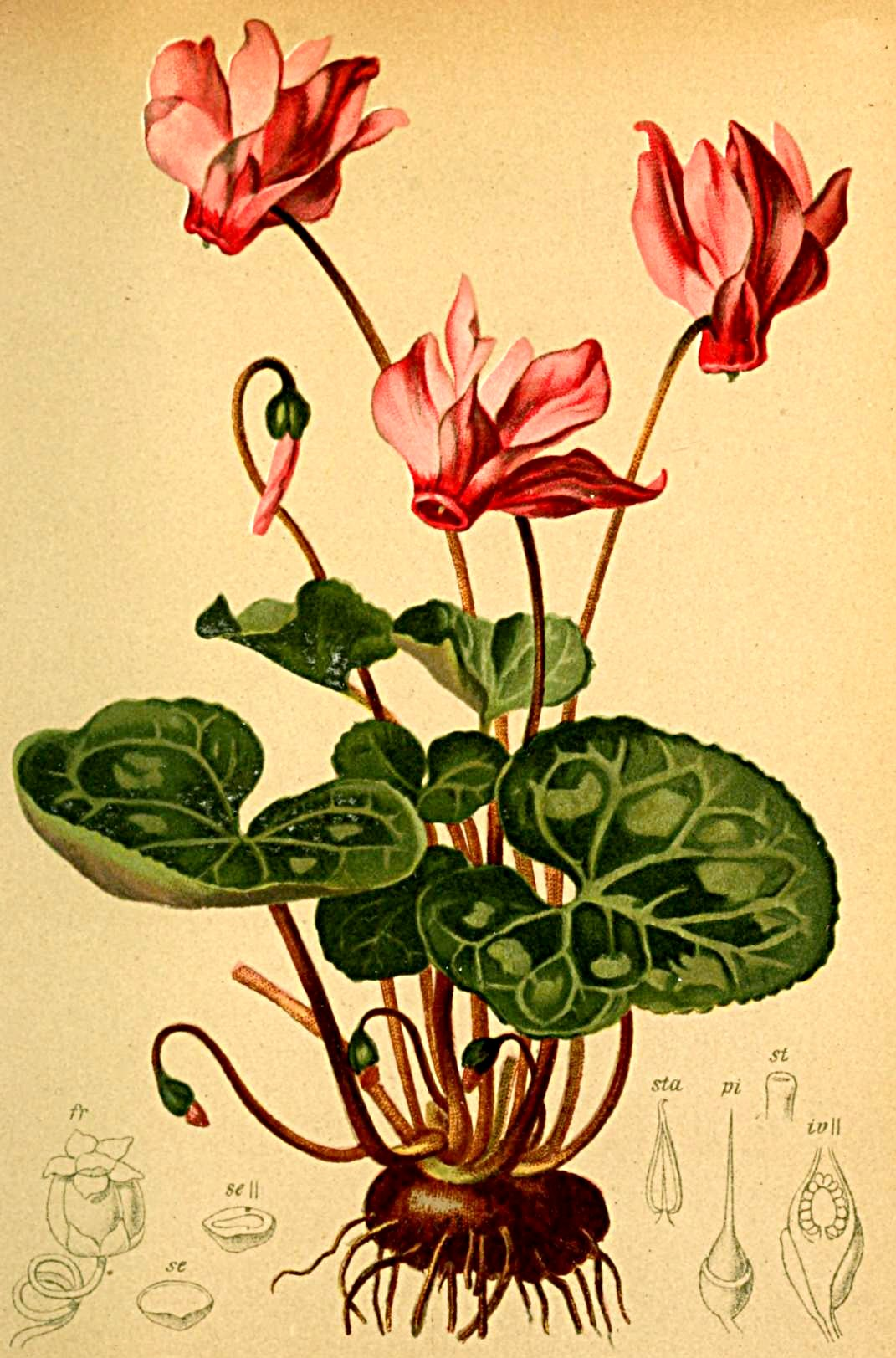
Ilustración

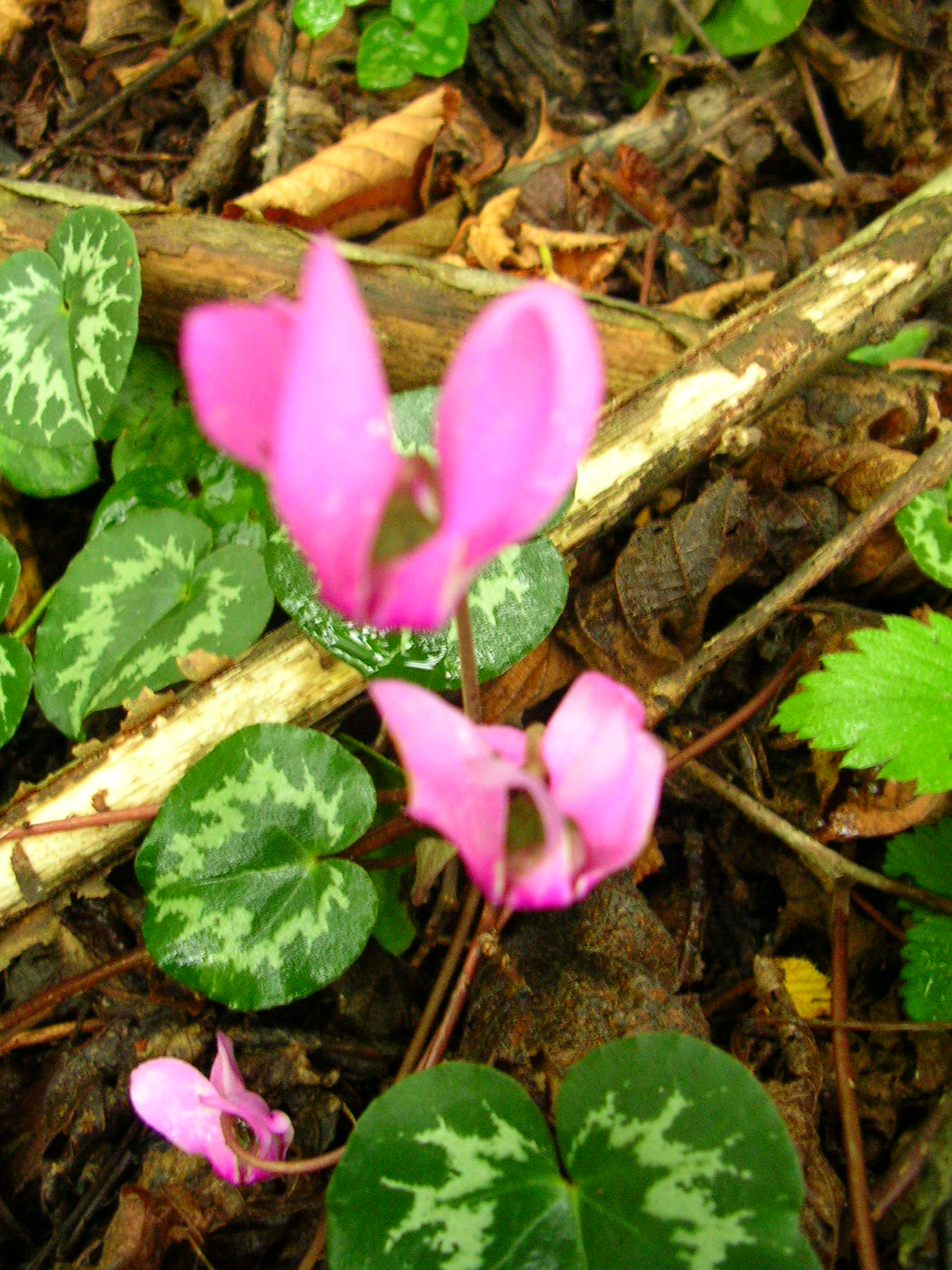
Detalle de la planta

## Nomenclatura
Cyclamen purpurascens ha sido durante mucho tiempo conocida como Cyclamen europaeum de Linneo, y se venden bajo esta denominación por los horticultores y farmacéuticos. Sin embargo, el término fue utilizado después de europaeum Linné para otras especies, Cyclamen repandum y Cyclamen hederifolium. El ambiguo nombre fue finalmente cambiado en 1972 por la Conferencia de Seattle sobre la ICBN (Código Internacional de Nomenclatura Botánica).

## Descripción
Al igual que sus homólogos, es un Cyclamen tuberoso. Este tubérculo es globoso o deprimido y tiene raíces adventicias y brotes que dan lugar a la parte aérea. Mide de 5 a 15 cm de alto. Las flores son polinizadas por insectos y sus frutos son dispersados por las hormigas.
Las flores  se caracterizan por un color rojo o púrpura, raramente blanco (f. álbum). Se despliegan en un tallo floral, de tamaño variable, que aparece al mismo tiempo que las hojas. El cáliz  es casi tan largo o más largo que el tubo de la corola y está equipado con agudas divisiones.  Las flores, que están presentes en verano y a principios del otoño, difunden un agradable olor. 
Cyclamen purpurascens pierde las hojas en verano.  Las hojas son gruesas , coriáceas y tienen dientes pequeños obtusos y la parte superior más o menos moteada. Tienen una forma de corazón o de riñón.  Su parte inferior es generalmente de color rojo.

## Distribución y hábitat
Es nativa de los bosques en las laderas de las montañas de piedra caliza de la continental, el centro y sur de Europa en Austria, República Checa, Alemania, Hungría, Polonia, Eslovaquia, Suiza, antigua Yugoslavia, Italia y Francia.

## Propiedades
- Purgante drástico.
- Es venenosa incluso a pequeñas dosis.
- En homeopatía está indicado contra la artritis, reuma y hemorroides.

## Taxonomía
Cyclamen purpurascens fue descrita por Philip Miller y publicado en The Gardeners Dictionary: . . . eighth edition no. 2. 1768.
Etimología
Ver: Cyclamen
purpurascens: epíteto latino que significa "de color púrpura".
Sinonimia
- Cyclamen europaeum L.[3]
- Cyclamen aestivum Rchb.
- Cyclamen breviflorum Jord.
- Cyclamen clusii Lindl.
- Cyclamen cordifolium Stokes
- Cyclamen cyclophyllum Jord.
- Cyclamen deltoideum Tausch
- Cyclamen europaeum var. immaculatum Hrabetova
- Cyclamen fatrense Halda & Soják
- Cyclamen floridum Salisb.
- Cyclamen hastatum Tausch
- Cyclamen holochlorum Jord.
- Cyclamen lilacinum Jord.
- Cyclamen littorale Sadler ex Rchb.
- Cyclamen officinale Wender. ex Steud.
- Cyclamen retroflexum Moench
- Cyclamen rotundifolium St.-Lag.
- Cyclamen umbratile Jord.
- Cyclamen variegatum Pohl
- Cyclaminus europaea (L.) Asch.
- Cyclaminus europaeus Scop.[4]

## Nombre común
- Español: artanita,[5] ciclamen de Europa, pan de puerco[5]